# Малу (Јаломица)
Малу (рум. Malu) насеље је у Румунији у округу Јаломица у општини Свети Ђорђе. Oпштина се налази на надморској висини од 47 m.

## Становништво
Према подацима из 2002. године у насељу је живело 430 становника, од којих су сви румунске националности.